# Svenska Brukshundklubben
Svenska Brukshundklubben (SBK) är en ideell förening för hundägare, specialklubb i Svenska Kennelklubben (SKK) och frivillig försvarsorganisation. Svenska Brukshundklubben har närmare 300 lokala klubbar indelade i 18 distrikt runt om i landet samt 18 rikstäckande rasklubbar. Generalsekreterare sedan 1 januari 2024 är Helene Öberg.
Organisationen bildades den 30 maj 1918 under namnet Föreningen Svenska Skydds- och Sjukvårdshunden. I februari 1940 antogs namnet "Svenska Brukshundklubben".